# Fürstentum Anhalt-Zerbst

Karte von Anhalt, Anhalt-Zerbst orange (1747–1793)

Das Fürstentum Anhalt-Zerbst war ein Fürstentum im Gebiet des heutigen Sachsen-Anhalt. Es entstand im Jahr 1396 infolge verschiedener Teilungen des anhaltischen Erbes der Askanier aus der älteren Linie Anhalt-Köthen heraus. In der Folge bildeten sich zahlreiche Nebenlinien in Anhalt, die 1570 unter Führung von Anhalt-Dessau zu einem vereinigten Fürstentum Anhalt zusammenwuchsen. Schon 1603 folgte aber die nächste Erbteilung, die zur Bildung mehrerer Kleinstaaten führte. Neben Anhalt-Zerbst waren dies Anhalt-Dessau, Anhalt-Köthen, Anhalt-Bernburg und Anhalt-Plötzkau. Residenzstadt der Fürsten von Anhalt-Zerbst war die Stadt Zerbst.

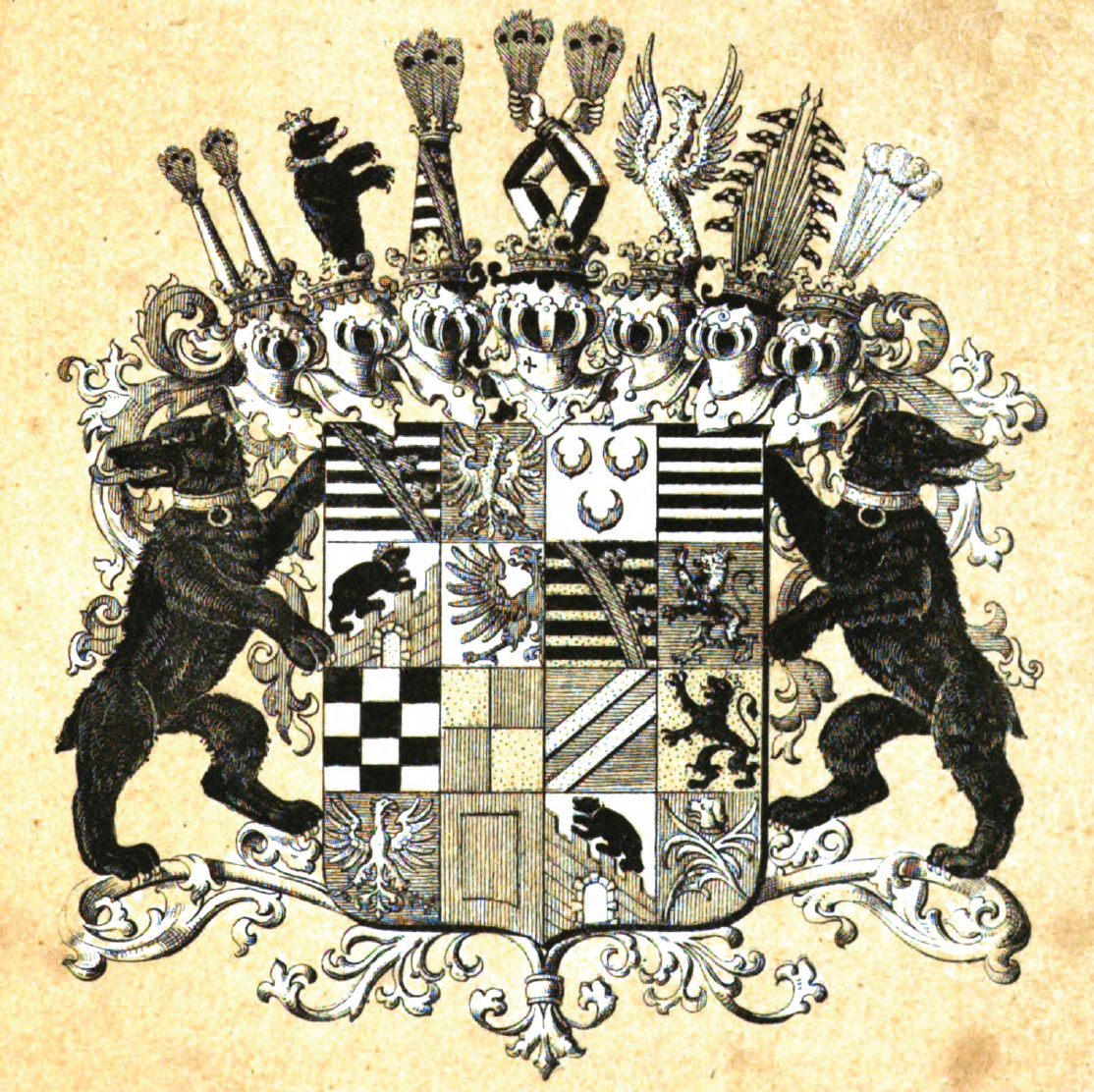
Wappen des Fürstentums

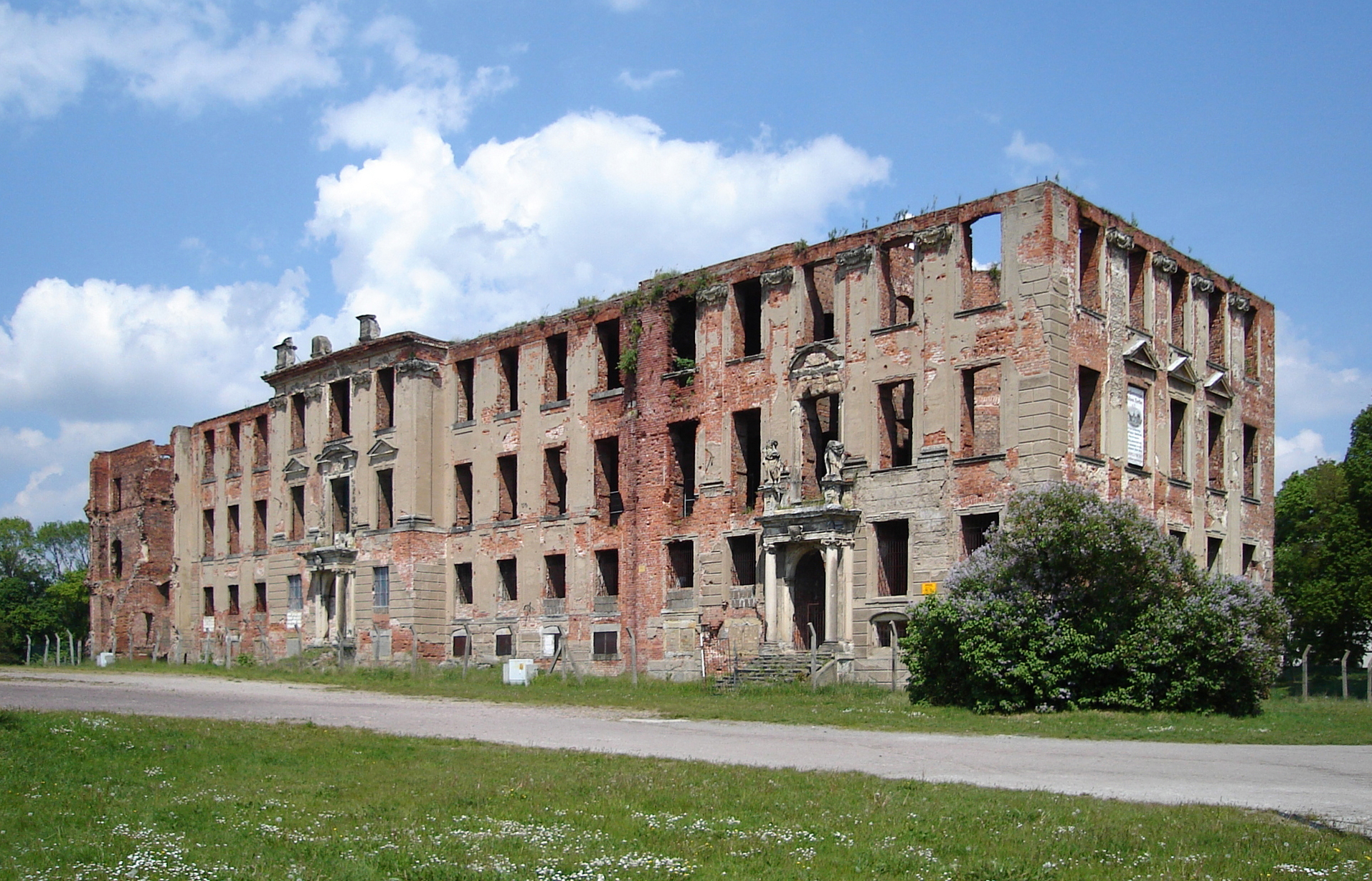
Ruine von Schloss Zerbst

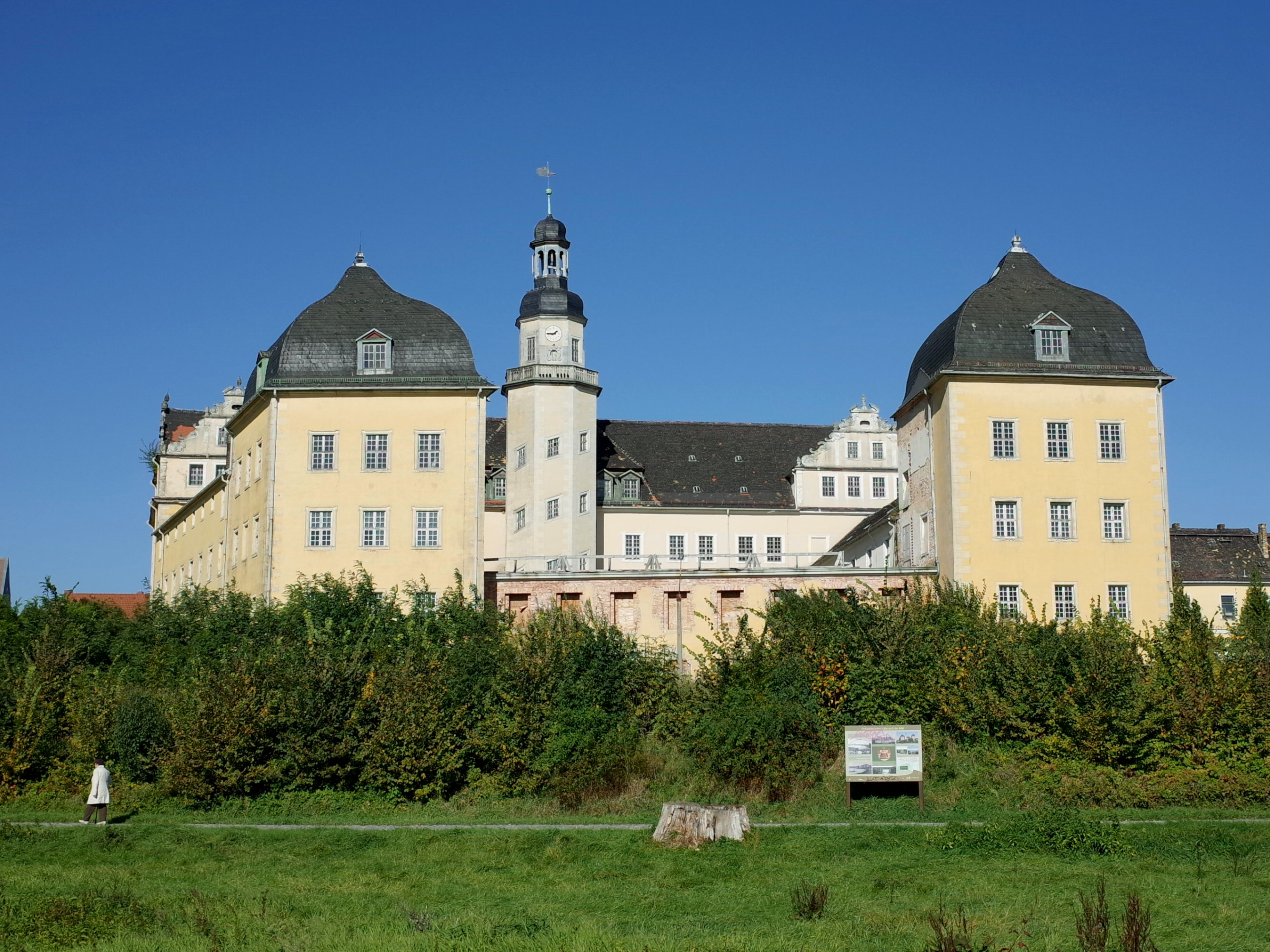
Schloss Coswig

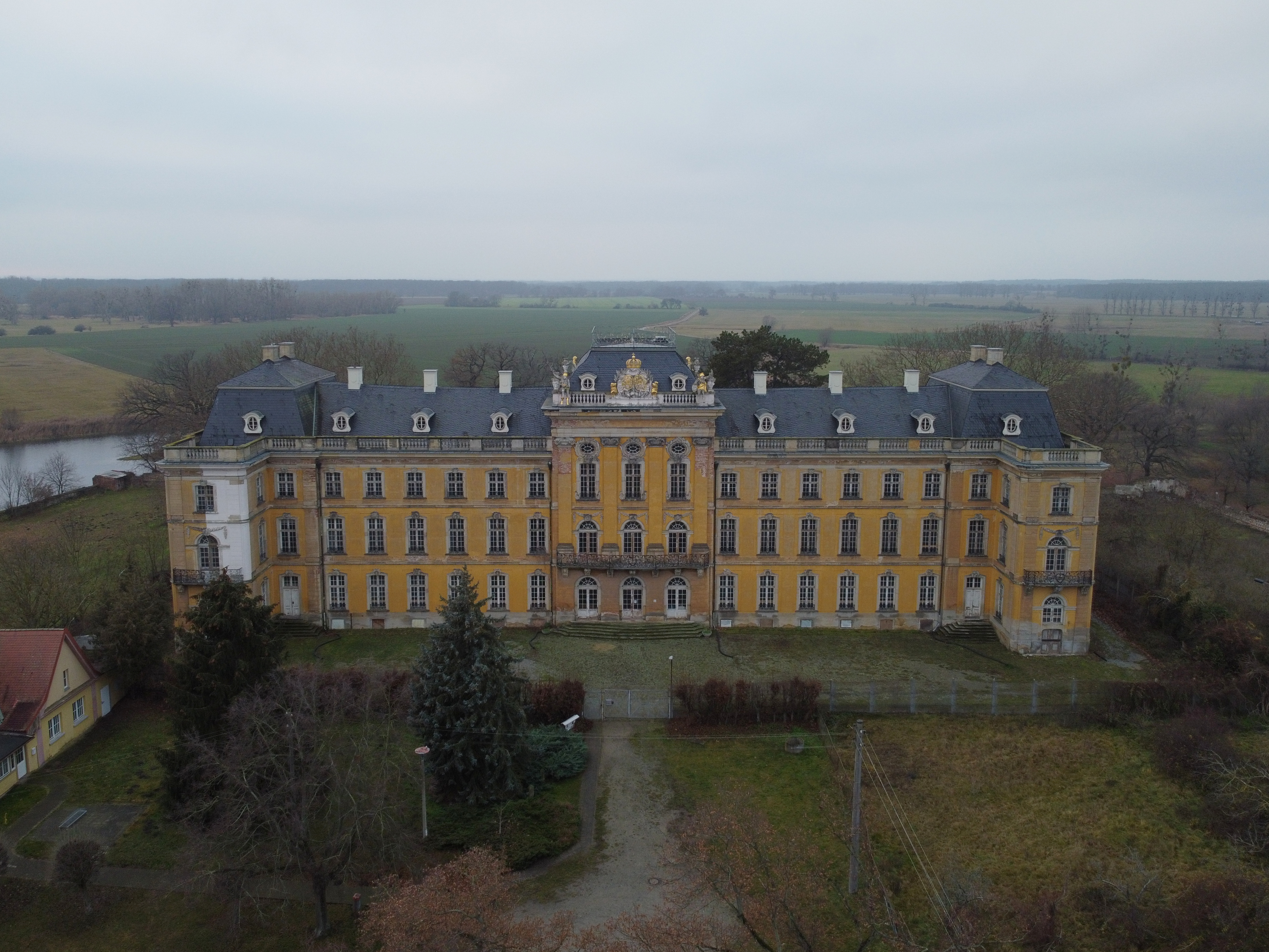
Schloss Dornburg, errichtet ab 1750 für die Fürstinmutter Johanna Elisabeth

## Geschichte
Die askanischen Markgrafen von Brandenburg hatten die Herren von Barby mit Burg, Stadt und Umland von Zerbst belehnt. 1307 erwarb Albrecht I. von Anhalt von den Herren von Barby dieses Gebiet, zunächst noch als brandenburgisches Lehen. Damit kam es unter die Herrschaft der anhaltischen Askanier-Linie, deren Hauptsitz Schloss Köthen war. Sigismund I. regierte bis 1396 als Co-Regent mit seinen Brüdern in Köthen und wurde dann infolge einer Erbteilung Fürst in den Landesteilen Dessau und Zerbst, residierte aber, wie auch seine Nachfolger, im Dessauer Schloss. Erst sein Urenkel Johann IV. erhielt 1544 in einer erneuten Erbteilung Anhalt-Zerbst als selbständiges Fürstentum und bezog das Schloss Zerbst, das zuvor von diversen Familienzweigen bewohnt worden war, ebenso wie die Burg Roßlau an der Elbe, die gleichfalls im Fürstentum lag.
1606 traten alle anhaltischen Landesteile zur reformierten Konfession über, 1644 kehrte Anhalt-Zerbst allerdings zum lutherischen Glauben zurück. Das Vorhandensein zweier protestantischer Glaubensrichtungen in Anhalt hatte jedoch keine wesentlichen Folgen.
1667 erbte das Fürstentum über einen verzwickten Erbgang die Herrschaft Jever in Friesland. Die Fürsten selbst waren selten in diesem entfernten Teil ihres Landes präsent und ließen sich zumeist von einem nahen Verwandten dort vertreten. Zu Weihnachten 1717 erlebte das kleine Gebiet eine entsetzliche Sturmflutkatastrophe, die Weihnachtsflut 1717, der über tausend Menschen zum Opfer fielen.
1667–1677 wurde das Schloss Coswig errichtet. Von 1681 bis 1696 ließ Fürst Karl Wilhelm die baufällige Zerbster Burg zu einer Barockresidenz ausbauen und verlegte seinen Sitz dorthin. 1674 hatte er auch das Schloss in der Exklave Dornburg an sich gebracht und dort ein neues Schloss erbauen lassen, das er seinem Bruder Johann Ludwig I. abtrat. 
Nach dem Tod von Karl Wilhelms Sohn Johann August 1742 fiel das Fürstentum an die Söhne Johann Ludwigs von Anhalt-Zerbst-Dornburg, Johann Ludwig II. und dessen Bruder Christian August, der zuvor als preußischer Generalfeldmarschall gedient und in Stettin gelebt hatte. Der Sohn des Letzteren, Friedrich August, wurde 1747 Fürst von Anhalt-Zerbst. Bis zu seiner Volljährigkeit 1752 regierte noch seine Mutter Johanna Elisabeth für ihn, die sich ab 1750 das abgebrannte Schloss Dornburg als Witwensitz zu einer prachtvollen Barockresidenz ausbauen ließ. Ihr Bruder Adolf Friedrich hatte 1751 den schwedischen Thron bestiegen und ihre Tochter, die spätere Zarin Katharina die Große, war 1743 auf Anraten Friedrichs II. von Preußen mit dem russischen Thronfolger Peter verheiratet worden. 
In der Anfangsphase des Siebenjährigen Krieges gerieten die Fürstinmutter und ihr Sohn aber in Konflikt mit Preußen, das im Krieg mit Russland lag, weshalb 1758 preußische Truppen das Fürstentum besetzten und die Fürstin sowie ihr Sohn ins Ausland fliehen mussten. Sie verstarb zwei Jahre später in Paris, während ihr Sohn sich fortan großenteils in Basel und zuletzt in Luxemburg aufhielt. Er ließ sein Land durch Hofräte regieren, was einer ungeordneten Regierung während praktisch seiner gesamten Regentschaft Vorschub leistete. 1778 bis 1783 verkaufte er zwei Regimenter aus Zerbst und Jever (insgesamt 1.152 Mann) an die britische Krone, die sofort nach Amerika in die aufständischen Kolonien verschifft wurden. Viele der Soldaten überlebten schon die Überfahrt nicht oder desertierten nach der Ankunft in der neuen Welt.
1793 starb Fürst Friedrich August ohne männlichen Erben. Das Fürstentum wurde 1797 in der Zerbster Teilung zwischen den übrigen anhaltischen Staaten Anhalt-Bernburg, Anhalt-Köthen und Anhalt-Dessau aufgeteilt. Die Stadt Zerbst selbst fiel per Los am 28. Dezember 1797 an Fürst Leopold Friedrich Franz von Anhalt-Dessau. Die Herrschaft Jever fiel wegen ihres Status als Kunkellehen an seine Schwester Katharina die Große und kam so bis 1818 unter russische Herrschaft. Friedrich Augusts Witwe, Friederike Auguste Sophie (1744–1827), wurde dort von ihrer Schwägerin als „kaiserlich russische Statthalterin“ eingesetzt und versah diesen Dienst bis 1806. 
Der Name Anhalt-Zerbst lebte nochmals von 1994 bis zum 1. Juli 2007 in der Bezeichnung des Landkreises Anhalt-Zerbst im Bundesland Sachsen-Anhalt auf, der im Wesentlichen das fürstliche Herrschaftsgebiet (mit Ausnahme von Jever) abdeckte.

## Überlieferung
Die archivalische Quellenüberlieferung des ehemaligen Fürstentums Anhalt-Zerbst befindet sich in der Abteilung Dessau des Landesarchivs Sachsen-Anhalt.